# Staatsgreep in Niger (2023)
Op 26 juli 2023 vond er een staatsgreep plaats in Niger. President Mohamed Bazoum werd afgezet door een militaire coup onder leiding van commandant-generaal Abdourahamane Tchiani van de presidentiële garde en samen met zijn vrouw en zoon onder huisarrest geplaatst. Tchiani riep zichzelf uit tot de leider van een nieuwe militaire junta, nadat hij had bevestigd dat de staatsgreep had plaatsgevonden.
Dit was de vijfde militaire staatsgreep sinds het land in 1960 onafhankelijk werd van Frankrijk. De staatsgreep werd breed veroordeeld door de Verenigde Staten, de voormalige kolonisator  Frankrijk en het West-Afrikaanse regionale blok Ecowas, waarvan de laatste dreigde met militaire interventie tegen de junta. Dit leidde tot de Nigerese crisis van 2023 na de staatsgreep.

## Achtergrond
Niger had eerder vier militaire staatsgrepen ondergaan sinds de onafhankelijkheid van Frankrijk in 1960, waarvan de meest recente staatsgreep in 2010 was. Tussen deze staatsgrepen door waren er ook verschillende couppogingen, waarvan de meest recente in 2021. Twee dagen voor de inauguratie van de verkozen president Mohamed Bazoum, probeerden militaire dissidenten het presidentieel paleis te veroveren.  Hij was de eerste democratisch gekozen president van het land die het ambt overnam van een eveneens verkozen voorganger. De staatsgreep kwam ook in de nasleep van recente staatsgrepen in nabijgelegen landen, zoals in Guinee, Mali en Soedan in 2021 en twee staatsgrepen in Burkina Faso in januari en september 2022, wat ertoe heeft geleid dat de regio een " coup belt " wordt genoemd.
Niger is lid van Ecowas, dat Guinee, Mali en Burkina Faso al heeft geschorst wegens succesvolle staatsgrepen in de afgelopen jaren. Bola Tinubu, de president van Nigeria, werd op 9 juli 2023 benoemd tot voorzitter van Ecowas en waarschuwde dat ze geen nieuwe staatsgreep in de regio zouden toestaan en deze kwesties te zullen bespreken met de Afrikaanse Unie en westerse landen.
Analisten zeiden dat de stijgende kosten van levensonderhoud en percepties van incompetentie en corruptie van de overheid de opstand kunnen hebben veroorzaakt. Niger staat  onderaan de Human Development Index van de VN  en heeft ook te lijden gehad van islamistische opstanden onder leiding van Al-Qaeda, Islamitische Staat en Boko Haram. Dit ondanks de militaire training en logistieke steun van de Verenigde Staten, Frankrijk en Turkije, waarvan de eerste twee ook militaire bases in het land hebben.  Er werd ook gesteld dat geschillen met het leger over de houding tegenover het standpunt van Ecowas over militaire junta's in de regio,  mogelijk ook een rol hebben gespeeld. Salifou Modi, chef-staf van het leger van Niger tot 31 maart 2023, bezocht Bamako in maart om met Mali overeen te komen dat het jihadisten op Malinees grondgebied zou kunnen achtervolgen. Maar Bazoum steunde ECOWAS in zijn anti-junta-standpunt; Modi werd enkele weken later vervangen. Coup-leider Abdourahamane Tchiani verklaarde dat het Nigerese leger Bazoum omver wierp vanwege de toenemende onveiligheid met betrekking tot het Jihadisme, maar het jihadistische geweld nam af ten tijde van de staatsgreep.
In 2022 werd het land het middelpunt van de antijihadistische operaties van Frankrijk in de Sahelregio, na de verdrijving uit Mali en Burkina Faso, waarbij Bazoum werd beschreven als een van de weinige overgebleven pro-westerse leiders in de regio. Niger werd een belangrijke bondgenoot voor westerse, met name Franse en Amerikaanse troepen. Met meerdere staatsgrepen en toenemende anti-Franse sentimenten in de regio, werd Niger het laatste redmiddel van Frankrijk. In Amerika opgeleide officieren zouden ook veel leden van de presidentiële garde hebben opgeleid. Amerikaanse militaire investeringen in Niger omvatten bijna 1.100 soldaten, drones, een geheime CIA- basis en miljoenen dollars aan hulp.
Tegelijkertijd groeide, samen met het anti-Franse sentiment, een gedachtestroom die gunstig was voor de komst van Russische invloed en de huurlingen van de Wagnergroep. Rusland heeft via de Wagnergroep terrein gewonnen ten koste van de Fransen in de regio, na de laatste staatsgrepen in Mali en Burkina Faso. Tegelijkertijd heeft Turkije ook zijn invloed vergroot.

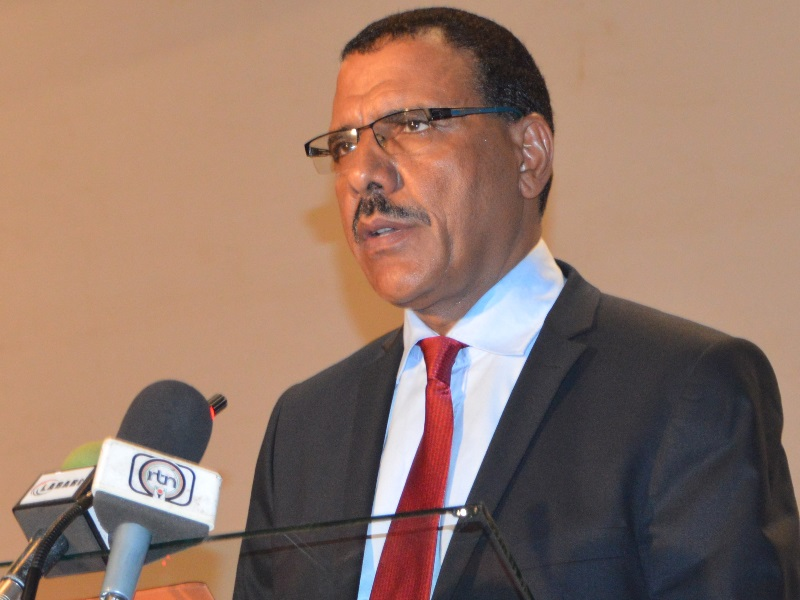
Mohamed Bazoum, die van 2021 tot de staatsgreep van 2023 president van Niger was

## Nasleep
De onrust in Niger na de staatsgreep hield aan met demonstraties, censuur van uitzendingen en onderbrekingen van de stroomvoorziening, evenals evacuaties van buitenlanders. De situatie escaleerde uiteindelijk tot een ernstige internationale crisis die heeft geleid tot dreigementen van militaire interventie door Ecowas en verhoogde spanningen en militaire mobilisatie in Niger.
Op 3 augustus 2023 kondigde de junta aan alle militaire overeenkomsten met Frankrijk te zullen schrappen. Ook gaven ze aan om de Franse ambassadeur Sylvain Itté uit het land te willen zetten en zijn diplomatieke onscheidbaarheid op te heffen. Maar Frankrijk negeerde de deadline waarop de ambassadeur het land moest verlaten omdat Frankrijk de junta niet erkend en beschuldigd de junta van het gijzelen van zijn ambassadeur. De junta beschuldigd Frankrijk van inmenging.
Op 10 augustus 2023 riep de junta een nieuwe regering uit en noemde 21 ministers onder leiding van premier Ali Lamine Zeine in een aankondiging op Télé Sahel door de "secretaris-generaal van de regering" Mahamane Roufai Laouali. Drie generaals die lid waren van de CNSP werden benoemd tot hoofd van de ministeries van Binnenlandse Zaken, Defensie en Sport.
De zware druk van de internationale gemeenschap en Ecowas om de macht over te dragen, heeft de junta ertoe aangezet om steun te zoeken bij gelijkgestemde regimes in de regio. Op 2 augustus 2023 reisde een junta-delegatie onder leiding van generaal Salifou Mody naar Bamako, Mali  en vervolgens naar Ouagadougou, Burkina Faso. Op 12 augustus 2023 bezocht een delegatie van de putschisten onder leiding van generaal Moussa Salaou Barmou Conakry om Guinee om steun te vragen, en werd ontvangen door het hoofd van de Guinese junta, Mamady Doumbouya.
Op 13 augustus 2023 kondigde de junta aan dat het Bazoum zou vervolgen wegens "hoogverraad" en "het ondermijnen van de veiligheid van het land".
Op 21 augustus 2023 stelde de junta een overgangsperiode van maximaal drie jaar voor en herziening van de grondwet. Een delegatie van Ecowas, die dit keer wel toegang kreeg tot Bazoum, verwierp het voorstel.
Op 2 september 2023 vond er een grote demonstratie plaats bij een Franse legerbasis waarbij men het vertrek van de Franse troepen eiste. De demonstratie was georganiseerd door organisaties die al langer tegen de Franse aanwezigheid zijn. Op 6 september meldde Le Monde op basis van bronnen, dat er gesproken werd over het terugtrekken van delen van Franse troepen, aangezien de samenwerking tussen de Nigerese en Franse troepen toch al gestaakt is sinds de coup. Op 23 september 2023 maakte de Franse president Emmanuel Macron alsnog bekend dat Frankrijk de militaire samenwerking met Niger zou beëindigen. Ook zou de Franse ambassadeur Itté op die dag uit Niger vertrekken. Op 22 december was de laatste Franse militair vertrokken.
Op 16 september 2023 ondertekende de junta's van Niger, Mali en Burkina Faso het zogenaamde Liptako-Gourma Handvest - vernoemd naar de regio die alle drie de landen verbindt - waarmee men de Alliantie van Sahel-staten (l’Alliance des États du Sahel - AES) oprichtte. Dit handvest verplicht de landen elkaar te hulp te schieten bij een eventuele aanval op een van hen door buitenlandse mogendheden of gewapende rebellen. Mali had op dat moment te stellen met een enorme opleving van geweld door jihadistische groeperingen.

## Reacties

### Binnenland
De regerende politieke coalitie van Niger hekelde de staatsgreep als "een suïcidale en anti-republikeinse waanzin",  terwijl de oppositiecoalitie haar steun uitsprak voor de grieven van het leger, maar elke politieke verandering door middel van geweld afkeurde. Twee plaatsvervangende functionarissen van het kabinet van Bazoum, Daouda Takoubakoye en Oumar Moussa, zeiden dat de verklaringen van Tchiani over de staatsgreep "leugens" waren en beschuldigden hem en de presidentiële garde van het organiseren van de staatsgreep voor "persoonlijk gewin". De premier van Bazoum, Ouhoumoudou Mahamadou, die ten tijde van de staatsgreep in Europa was, sprak ook zijn steun uit voor de president en verwelkomde het opleggen van sancties door Ecowas aan de militaire junta als "zeer bevredigend en logisch", terwijl hij erop aandrong dat anti-Franse demonstraties in Niamey niet het Nigerese volk als geheel vertegenwoordigden.
Bazoums voorganger, Mahamadou Issoufou, evenals andere voormalige leiders, zouden betrokken zijn geweest bij de eerste onderhandelingen om Bazoum vrij te laten en de presidentiële garde te laten aftreden.

### Internationaal
De staatsgreep werd veroordeeld door de Wereldbank, de Afrikaanse Unie, Ecowas, de Verenigde Naties, Algerije, de Europese Unie, Frankrijk en de Verenigde Staten. Verschillende landen, evenals Volker Türk, de Hoge Commissaris van de Verenigde Naties voor de mensenrechten, hebben opgeroepen tot de onmiddellijke vrijlating van Bazoum. Op 2 augustus 2023 schortte de Wereldbank de uitbetalingen aan Niger tot nader order op.
De belangrijkste lidstaat, Nigeria, was vooralsnog niet bereid tot een militaire bemoeienis via Ecowas. De Nigeriaanse president Tinubu, tevens voorzitter van Ecowas, stuitte in de hectische eerste week van augustus 2023 op een onwillige senaat, waar hij een meerderheid nodig had om soldaten te kunnen sturen. Het Nigeriaanse leger heeft de handen al vol met het bestrijden van de jihadisten en bandieten in Nigeria zelf, wierpen de senaat tegen. Bovendien zou zo’n interventie neerkomen op een oorlog met „hun broerdervolk”; Niger en Nigeria delen een lange grens waar taal, etniciteit en handel in elkaar overlopen.
De Verenigde Staten noemden de staatsgreep formeel "een poging om met geweld de macht te grijpen en de grondwet te ontwrichten". Op 11 augustus 2023 spraken de VS hun steun uit voor Ecowas en waarschuwden ze de juntaleiders tegen het schaden van Bazoum en degenen die samen met hem werden vastgehouden, waarbij ze benadrukten dat de VS degenen die de macht grepen, verantwoordelijk zouden houden voor een dergelijke actie.
Het Chinese ministerie van Buitenlandse Zaken sprak zijn steun uit voor Bazoum en riep op tot een diplomatieke oplossing voor de crisis, maar veroordeelde de staatsgreep niet rechtstreeks en verwees er niet naar.
De EU en Frankrijk hielden Niger financiële hulp en ontwikkelingshulp in en schortten alle veiligheidssamenwerkingsovereenkomsten met het land op. Frankrijk verklaarde dat het Bazoum bleef erkennen als de "enige president" van Niger, waarbij Ecowas ook verklaarde dat het Bazoum erkende als de "legitieme en legale president van Niger". Op 7 augustus 2023 waarschuwde Duitsland de junta krachtig tegen het plegen van geweld tegen Bazoum, en zei dat dergelijke daden zouden worden beschouwd als een "escalatie" die "harde persoonlijke gevolgen" zou hebben. 
Op 4 augustus 2023 sprak de EU haar "diepe bezorgdheid" uit over de "verslechterende detentieomstandigheden" van Bazoum en riep opnieuw op tot zijn "onmiddellijke en onvoorwaardelijke" vrijlating.
Het Algerijnse ministerie van Buitenlandse Zaken waarschuwde voor elke buitenlandse militaire interventie in Niger, terwijl president Abdelmadjid Tebboune verklaarde dat een militaire interventie een "directe bedreiging" voor zijn land vormde  en dat er geen mogelijke oplossing was zonder Algerijnse betrokkenheid. Hij bood de diensten van zijn land aan als bemiddelaar in Niger en waarschuwde partijen voor de situatie in Libië.
Jevgeni Prigozjin, de leider van de Russische Wagnergroep die in het naburige Mali heeft geopereerd en Frankrijk heeft verdrongen in de strijd tegen de eigen jihadistische opstand van het land, prees op 26 juli 2023 de staatsgreep en noemde het een onderdeel van de strijd van Niger tegen zijn 'kolonisten'.  De verklaringen van Prigozjin stonden in contrast met de officiële lijn van de Russische regering, waarbij de woordvoerder van president Vladimir Poetin, Dmitry Peskov, de staatsgreep een "ernstige zorg" noemde en alle partijen opriep "terughoudendheid te betrachten" en voor "de snelst mogelijke terugkeer naar de rechtsorde te verkiezen". Rusland waarschuwde later dat een militaire interventie in Niger zou leiden tot een "langdurige confrontatie". Mykhailo Podolyak, een adviseur van de Oekraïense president Volodymyr Zelensky, beweerde dat Rusland achter de staatsgreep in Niger zat.
Human Rights Watch riep het Nigerese leger op om een duidelijk tijdschema te geven voor een terugkeer naar een burgerregering om het recht van burgers op democratische verkiezingen te handhaven. De AU eiste ook dat het leger binnen 15 dagen terugkeerde naar de kazerne en het burgerbestuur herstelde na een bijeenkomst van de Vredes- en Veiligheidsraad.
De VN kondigden aan dat ze hun humanitaire operaties in het land hadden opgeschort. Ze verduidelijkten later dat ze nog steeds hulp aan Niger leverden, maar geen contact hadden met het leger.
Op 22 augustus schorste de Afrikaanse Unie Niger als lid en riep zijn leden op om geen acties te ondernemen die de junta zouden legitimeren.